# 28 (szám)
A 28 (római számmal: XXVIII) egy természetes szám, háromszögszám, az első hét pozitív egész szám összege, a második tökéletes szám, binomiális együttható.

## A szám a matematikában
A tízes számrendszerbeli 28-as a kettes számrendszerben 11100, a nyolcas számrendszerben 34, a tizenhatos számrendszerben 1C alakban írható fel.
A 28 páros szám, összetett szám, kanonikus alakban a 22 · 7 szorzattal, normálalakban a 2,8 · 101 szorzattal írható fel. Hat osztója van a természetes számok halmazán, ezek növekvő sorrendben: 1, 2, 4, 7, 14 és 28.
Önmagát kivéve az osztók összege éppen 28-cal egyenlő, így a tökéletes számok közé tartozik. Tökéletes számként a 7 Mersenne-prímhez köthető, mivel 2(3 − 1)(23 − 1) = 28. Saját magán kívül egyetlen szám valódiosztó-összegeként sem áll elő.
A legkisebb olyan természetes szám, amely öt egymástól különböző prímszám összegeként (2+3+5+7+11) állítható elő.
A 28 a harmadik Granville-szám. Störmer-szám. Keith-szám.
Másodfajú Leyland-szám, tehát felírható {\displaystyle x^{y}-y^{x}} alakban.
A 28 osztóharmonikus szám, boldog szám, háromszögszám, hatszögszám és középpontos kilencszögszám.
6 gyufa segítségével éppen 28 különböző (nem izomorf) gyufaszálgráfot lehet összeállítani (A066951 sorozat az OEIS-ben).
A 28-as szám több pitagoraszi számhármasban szerepel, ilyenek például a (28; 45; 53), (28; 96; 100), (28; 195; 197), valamint a (21; 28; 35) hármasok.
Az első 28 pozitív egész szám összege (vagyis a 28. háromszögszám) 406, szorzata (azaz a 28 faktoriálisa): 28! = 3,04888344611714 · 1029.
A {\displaystyle _{8 \choose 2}}, illetve a {\displaystyle _{8 \choose 6}} binomiális együttható értéke 28.
A 28 négyzete 784, köbe 21 952, négyzetgyöke 5,29150, köbgyöke 3,03659, reciproka 0,035714. A 28 egység sugarú kör kerülete 175,92919 egység, területe 2463,00864 területegység; a 28 egység sugarú gömb térfogata 91 952,32258 térfogategység.
A 28 helyen az Euler-függvény helyettesítési értéke 12, a Möbius-függvényé 0, a Mertens-függvényé −1.

## A szám mint sorszám, jelzés
A periódusos rendszer 28. eleme a nikkel.

## A szám mint jel, kód
A 28-as szám a neonácik egyik kedvelt száma. A 2-es az angol ábécé 2. betűjére, a B-re, míg a 8-as az angol ábécé 8. betűjére, azaz a H-ra utal. A B betű az angol blood (= vér) szót jelenti, a H pedig az angol honour (= becsület) szó burkolt jelentése. A 28 így a vér és becsület szóösszetételt jelenti. E nevet viseli a Blood and Honour neonáci szervezet.

## Kulturális vonatkozások
Szilágyi György Hanyas vagy? című művében a „huszonnyolcasokról”, vagyis az 1928-ban születettekről van szó.